# Original of the Species
"Original of the Species" é uma canção da banda de rock irlandesa U2. É a décima faixa de seu álbum How to Dismantle an Atomic Bomb (2004).

## Performances ao vivo
Em forma de concerto durante a Vertigo Tour, a canção foi tocada com The Edge no piano, muitas vezes acompanhado por Bono no acústico. Em raras ocasiões, ele foi tocado com The Edge na guitarra, em uma performance que foi acompanhado por um piano e uma orquestra, muito semelhante ao desempenho do álbum, e uma dessas performances, foi executada em Milão, na Itália, em julho de 2005, que apareceu na edição deluxe do greatest hits U218 Singles (2006), Vertigo 05: Live from Milan.

## Recepção
A música foi adicionada ao playlist de treze estações de rádio de rock alternativo. No entanto, ele não conseguiu quebrar o top 40, portanto, não traçado nas paradas da Modern Rock Tracks. Em vez disso, esteve em torno da posição de número #60, subindo para a posição de número #55, em meados de janeiro. No entanto, a canção não ganhou posição o bastante para entrar no gráfico. Foi programado para ser lançado no Reino Unido e foi listado na Xfm de Londres, Virgin Radio, e fez o lado-B da BBC Radio 2. 

## Promoção

Screenshot do videoclipe da canção.

Um videoclipe de versão ao vivo da canção do filme-concerto Vertigo 2005: Live from Chicago (2005) foi destaque de um comercial de televisão, promovendo o vídeo pelo Apple iPod. Durante esse desempenho, Bono o dedica para suas duas filhas. Ele também afirma que acredita ser a melhor canção de How to Dismantle an Atomic Bomb. Nos concertos, em dezembro de 2005, Bono disse que a canção é uma das muitas influências das canções de John Lennon. O vídeo da música para o single promocional é utilizado imagens geradas por computador por Spontaneous, algo sem precedentes para os vídeos do U2.

## Lista de faixas
Nos Estados Unidos, o single promocional foi lançado no final de 2005, enqüanto no Reino Unido, foi lançado no início de 2006.
- Single promocional nos Estados Unidos

1. "Original of the Species" (Album Version) – 4:41

- Single promocional no Reino Unido

1. "Original of the Species" (Single Version) – 4:29

## Parada e posição
| País/Parada (2006)             | Melhor posição |
| ------------------------------ | -------------- |
| Bélgica (Ultratop 50 Flanders) | 13             |

## Pessoal
| U2 - Bono – vocal - The Edge – piano e sintetizador - Adam Clayton – baixo - Larry Mullen Jr. – bateria, percussão | Técnica - Produção – Steve Lillywhite - Produção adicional – Jacknife Lee - Gravação – Carl Glanville - Assistência – Chris Heaney - Mixagem – Flood - Assistência de mixagem – Kieran Lynch - Sintetizador adicional – Jacknife Lee |